# Siiri Oviir
Siiri Oviir (ur. 3 listopada 1947 w Tallinnie) – estońska polityk i prawniczka, posłanka krajowa, deputowana do Parlamentu Europejskiego V (w 2004), a także VI i VII kadencji.

## Życiorys
Ukończyła w 1975 studia prawnicze na Uniwersytecie w Tartu, następnie do 1990 pracowała jako asystent przewodniczącego Sądu Najwyższego Estońskiej SRR. W okresie 1990–1992 była ministrem bezpieczeństwa socjalnego. W latach 1992–2003 prowadziła wykłady w Kolegium Pedagogicznym w Tallinnie.
W 1991 znalazła się wśród założycieli Estońskiej Partii Centrum. Wchodzi w skład zarządu tego ugrupowania, w latach 90. była jego wiceprzewodniczącą. Od 1992 do 2004 przez cztery kadencje sprawowała mandat posłanki do Zgromadzenia Państwowego (Riigikogu), w latach 1999–2001 zajmowała stanowisko wiceprzewodniczącej parlamentu. W 1996 została radną miejską Tallinna. Dwukrotnie sprawowała urząd ministra spraw socjalnych (w 1995 i ponownie w okresie 2002–2003).
Działaczka organizacji i instytucji społecznych, m.in. jako przewodnicząca estońskiej ligi sportu osób niepełnosprawnych i estońskiej unii kobiet. Weszła w skład rady nauki i eozwoju i estońskiego związku prawników.
Od maja do lipca 2004 była eurodeputowaną V kadencji w ramach delegacji krajowej. W 2004 uzyskała mandat eurodeputowanej VI kadencji. W wyborach w 2009 skutecznie ubiegała się o reelekcję z listy centrystów. Zasiadała w grupie Porozumienia Liberałów i Demokratów na rzecz Europy, pracuje w Komisji Zatrudnienia i Spraw Socjalnych oraz Komisji Praw Kobiet i Równouprawnienia. 9 kwietnia 2012 ogłosiła decyzję o opuszczeniu Estońskiej Partii Centrum.

## Odznaczenia
- Medal Rady Bałtyckiej – 2002[3]